# Quentovik

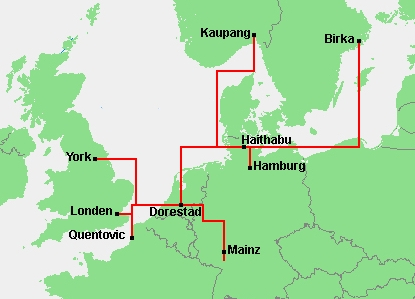
Quentovik och andra tidiga handelsplatser

Quentovik var en handelsplats vid floden Canche i norra Frankrike under den yngre medeltiden mellan åtminstone 500-talet till 800-talet. Étaples är kuststad idag men sju km uppströms ligger den lilla byn Visemarest där utgrävningar visat Quentoviks läge.
Quentovik är känd från 500-talet. Staden förstördes av vikingar 842. Staden tycks ha överlevt en tid efter detta, men förlorat sin betydelse. Det är okänt exakt när den övergavs. 